# تراوتمانس‌دورف آن در لایتا
تروتمانشدورف آندر لایتا (به آلمانی: Trautmannsdorf an der Leitha) یک منطقهٔ مسکونی در اتریش است که در ناحیه بروک آن در لیتا واقع شده‌است. تروتمانشدورف آندر لایتا ۲٬۶۸۶ نفر جمعیت دارد.